# Fridolin (diktfigur)
Fridolin är en figur i den svenske poeten Erik Axel Karlfeldts diktning. Han är en "studerad karl av bondestam", levnadsglad ungkarl och visdiktare. Han är titelfigur i Karlfeldts genombrottssamling Fridolins visor och andra dikter från 1898, som inleds med en introduktion till figuren på prosa, och den därpå följande Fridolins lustgård och Dalmålningar på rim, utgiven 1901.
Figuren har från första början tolkats som en ställföreträdare för Karlfeldt själv. Andra inspirationskällor var Carl Michael Bellmans persongalleri och romanerna Joseph Andrews och Tom Jones av Henry Fielding, en författare som hade varit ämne för Karlfeldts licentiatavhandling. Enligt Karlfeldts vän August Forssell är namnet Fridolin hämtat från litteraturen och Karlfeldt valde det endast för att han tyckte att det klingade bra.
Figurens tidiga biografiska detaljer ligger nära Karlfeldts egna, men till skillnad från verklighetens diktare har Fridolin återgått till sina förfäders jordbruksliv. Fridolingestalten står för förmågan att kombinera borgerlighetens sofistikering med lojalitet till traditioner och ungdomlig mannakraft. Kontrasten mot fin de siècle-andans dekadens och pessimism gjorde att figuren blev mycket populär bland läsare.
I "Böljebyvals" i Fridolins lustgård introduceras dock ett inslag av förgänglighet i Fridolin-diktningen; ungkarlen fortsätter sin livsföring till trots mot en antågande höstsymbolik. Diktsamlingen avslutas med "Löskekarlarnes sång", som uttrycker en bitter sammanfattning och ett uppbrott från den inställning som Fridolin stod för. Flora och Bellona från 1918 innehåller "I Fridolins spår" som är ett sista avsked till figuren. Han framställs här som uttömd på kreativitet och tillhörande en förgången tid.